# Клезмер
Кле́змер (від їдиш קלעזמער кле(й)змер, складне слово із двох коренів, що походять з івр. כּלֵי‎ [клей] інструменти та זֶמֶר [земер] наспів) — традиційна народна музика східноєвропейських євреїв і особливий стиль її виконання. Виконавці музики в цьому стилі — клезмери.
Витоки клезмера лежать як у давньому єврейському фольклорі, так і в музиці сусідніх народів, особливо бессарабській. Первинно клезмерську музику виконували на весільних святкуваннях, через що структурно відповідає традиційному обряду укладання шлюбу. В письмовому вигляді слово «клезмер» в сучасному значенні вперше зафіксовано в манускрипті XVI ст. Термін «клезмерська музика» (їдиш קלעזמערישע מוזיק кле́змеріше музі́к) увів радянський музикознавець Мойше Береговський (1892—1961) 1938 року.